# Вагмейстер
Вагмейстер, вагемейстер (нидерл. waagmeester — весовщик, весовой пристав) или вагенстемпльмейстер — должность младшего чиновника береговой администрации в русском военно-морском флоте XVIII—XIX веков. Вагмейстер по линии морского ведомства отвечал за распределение припасов на корабли со складов и магазинов. Термин появился в 1722 году благодаря петровскому «Регламенту об управлении Адмиралтейства и верфи».
Вагмейстеры, состоящие на таможенной службе, были наиболее многочисленной категорией должностных лиц. На каждом крупном таможенном пункте их было несколько, они отвечали за взвешивание весовых товаров и имели должностные инструкции, подписанные Коммерц-коллегией. В «Регламенте об управлении адмиралтейств и флотов» от 1765 года должность вагмейстера была переименована в вагенмейстера.